# Mylothris ertli
Mylothris ertli is een vlindersoort uit de familie van de Pieridae (witjes), onderfamilie Pierinae.
Mylothris ertli werd in 1904 beschreven door Suffert.